# Jamais plus. Blanc/Noir
Jamais plus. Blanc/Noir est un ensemble de deux livres d'artiste créés en 2011 par Serge Chamchinov.

## Description
- Vol. 1 : Jamais plus. Blanc/Noir. The Raven / Le Corbeau, 300 x 300mm, texte d’Edgar Allan Poe imprimé en anglais, traductions de Stéphane Mallarmé et de Charles Baudelaire, conception, jeu typographique, 18 formes polygonales, 2 pliages, 1 dessin lithographique et 1 monotype de Serge Chamchinov, papier Buvard 120 g/m2, Himalaya 100 g/m², tirage 100 exemplaires.
- Vol. 2 : Jamais plus. Blanc/Noir. Journal d'expérience, 300 x 300mm, texte d’auto-explication, 17 planches, 1 encre originale, jeu typographique, papier Buvard 120 g/m2, Himalaya 100 g/m², tirage 12 exemplaires. Chez l'artiste, Granville, Manche.

## Historique
Parue dans la collection Laboratoire du livre d’artiste, section Translation, Jamais plus. Blanc/Noir est une œuvre à la conception novatrice qui ouvre le côté hermétique du livre d'artiste et propose de nouvelles voies d’exploration pour ce domaine de la création contemporaine. C’est une œuvre qui théorise et actualise le concept du livre d’artiste en mettant l’accent sur le rôle principal de son créateur.
L’ouvrage est le résultat de deux ans de travail et d’une expérimentation multiple qui se fait à plusieurs niveaux : plastique, poétique, linguistique. Étant une œuvre d’art, il comporte non seulement une fonction esthétique, mais aussi des fonctions pratiques. Il est destiné à devenir un outil de travail et un objet de réflexions pour les éditeurs, les typographes, les artistes, les linguistes, les théoriciens de l’art.
Reprenant le texte d’Edgar Allan Poe et ses traductions (Charles Baudelaire et Stéphane Mallarmé), Serge Chamchinov propose sa vision synthétique sur le phénomène du livre d’artiste en général,,.L’expérimentation consacrée aux relations complexes entre le texte et l’image révèle de différents modules de leur coexistence, de leur fusion et des contraintes entre eux.
Le livre se présente en deux volumes. Le second montre le travail analytique de l’artiste appliquant son journal d’expérience sur le premier volume. L’artiste ouvre les portes de son Laboratoire, laisse assister à son travail les lecteurs/spectateurs, explique la conception de son œuvre. En même temps, le second volume n’est pas un livre auxiliaire, c’est un vrai livre d’artiste, avec sa propre conception et ses qualités esthétiques. Montrant le cheminement de la création, il devient une nouvelle œuvre engendrée par celle qui précède .

## Bibliothèques
Jamais plus. Blanc/Noir se trouve dans les réserves des livres rares et précieux des institutions suivantes : 
- Bibliothèque Sainte-Geneviève
- Bibliothèque littéraire Jacques Doucet[4]
- Bibliothèque nationale de France[5],
- Bibliotheca Wittockiana (Belgique)
- Bibliothèque cantonale et universitaire de Lausanne (Suisse)
- Stiftung Lyrik Kabinett, Munich (Allemagne)[6]
- Bibliothèque de Grolier Club, New York [7]